# Claremont (New Hampshire)
Claremont ist eine City im US-Bundesstaat New Hampshire, die einzige im Sullivan County. Der Census von 2020 zählte 12.949 Einwohner.

## Geografie
Die Stadt liegt am Connecticut River, die westliche Grenze der Stadt bildet der Connecticut River, der zugleich die Staatsgrenze zu Vermont ist. Östlich von Claremont fließt der Sugar River, der in den Connecticut River mündet.

## Geschichte
Claremont wurde 1762 durch Gouverneur Benning Wentworth als Claremint Castel gegründet. Seit 1764 ist sie eine eigenständige Gemeinde (Town) und seit 1947 hat sie Stadtrechte (City).
Am Sugar River siedelten sich Textil-, Papier- und Maschinenfabriken an, die das Gefälle des Flusses zum Antrieb ihrer Maschinen nutzten. Dadurch wurde die Stadt zu einem kleinen Industriezentrum der Region.
Zwischen 1850 und 1880 hielt sich die Bevölkerungszahl um die 4.000 Einwohner. Nach 1880 stieg sie bis 1905 auf über 7.000 Einwohner an, bedingt durch die Nachfrage nach mehr Arbeitskräften der expandierenden Industrie.
Die meisten heute noch erhaltenen historischen Gebäude stammen aus diesen 25 Jahren. So auch das Opernhaus und das Rathaus, die beide um 1897 errichtet wurden.

## Verkehr
Auf der Interstate 91 benötigt man rund fünf Minuten, um Weathersfield in Vermont zu erreichen und etwa 30 Minuten nach Lebanon in New Hampshire.
In der Stadt gibt es einen Bahnhof der von der Amtrak bedient wird und von dem direkte Verbindungen nach New York angeboten werden. Zwischen der Stadt und dem Bahnhof liegt der Claremont Municipal Airport.

## Demographie
Die Volkszählung im Jahre 2000 ergab folgende Werte für Claremont:
| Weiß      | Afroamerikanisch | Hispanisch  | Indigene        | Asiatisch    | Pazifisch | andere    | 2+     |
| --------- | ---------------- | ----------- | --------------- | ------------ | --------- | --------- | ------ |
| 97,67 %   | 0,33 %           | 0,50 %      | 0,33 %          | 0,62 %       | 0,03 %    | 0,12 %    | 0,92 % |
| Haushalte | mit Kindern      | Verheiratet | Alleinerziehend | ohne Familie | Ledig     | Ledig 65+ |        |
| 5685      | 27,4 %           | 45,5 %      | 10,3 %          | 39,7 %       | 32,2 %    | 14,7 %    |        |

## Persönlichkeiten

### Geboren in Claremont
- Benjamin Tyler Henry (1821–1898), Konstrukteur und der Erfinder des Henry-Gewehrs
- Orrin Williams Robinson (1834–1907), Politiker, Vizegouverneur des Bundesstaates Michigan
- Constance Fenimore Woolson (1840–1894), Schriftstellerin
- Barbara Ann Cochran (* 1951), Skirennläuferin, Weltmeisterin und Olympiasiegerin
- Robert Bruce Cochran (* 1951), Skirennläufer, achtfacher US-amerikanischer Meister
- Jeffrey R. Howard (* 1955), Jurist
- Kaleb Tarczewski (* 1993), Basketballspieler

### Mit Bezug zur Stadt
- Jonathan Hatch Hubbard (1768–1849), Jurist und Politiker, für Vermont im US-Repräsentantenhaus, aufgewachsen in Claremont
- George Baxter Upham (1768–1848), Jurist und Politiker, für New Hampshire im US-Repräsentantenhaus, lebte und starb in Claremont
- Caleb Ellis (1767–1816), Politiker, für New Hampshire im US-Repräsentantenhaus, starb in Claremont
- Edmund Burke (1809–1882), Verleger in Claremont, Politiker, für New Hampshire im US-Repräsentantenhaus
- Hosea Washington Parker (1833–1922), Politiker, für New Hampshire im US-Repräsentantenhaus, lebte und starb in Claremont